# Hégélochos
Hégélochos ou Hégéloque (en grec ancien Ἡγέλοχος / Hégélochos) est un officier d'Alexandre le Grand apparenté à la famille d'Attale. Il trouve la mort à la bataille de Gaugamèles en 331 av. J.-C.

## Biographie
Fils d'Hippostrate, Hégélochos est apparemment le neveu de la dernière épouse de Philippe II, Cléopâtre, apparentée à Attale. Il survit à la disgrâce d'Attale qui est assassiné en 336 av. J.-C. sur ordre d'Alexandre le Grand. Ses fonctions militaires semblent néanmoins avoir été réduites : à la bataille du Granique il commande un contingent de prodromoi (éclaireurs à cheval), en tant que subordonné d'Amyntas de la maison princière de Lyncestide. La trahison du parent d'Amyntas, Alexandre le Lynceste, au cours de l'hiver 334-333, peut avoir amené le roi à vouloir garder un œil sur Hégélochos. Il est désigné commandant, avec Amphotéros, de la flotte macédonienne qui a été reconstituée en 333. À ce titre, il reprend 
des îles de la mer Égée aux dépens de Pharnabaze (Ténédos, Chios, Lesbos et Cos) qui ont fait défection à la suite de l'intervention de Memnon de Rhodes. Un conflit manque d'éclater avec Athènes, dont les navires venus du Pont-Euxin sont interceptés par Hégélochos. Celui-ci doit faire face à une menace d'intervention de la flotte athénienne et relâche les navires.
En 331, Hégélochos rejoint Alexandre en Égypte alors que le roi est engagé à poser les fondations d'Alexandrie. Il ramène avec lui de nombreux prisonniers qui sont exilés dans la ville égyptienne d'Éléphantine. À ce moment-là, selon la confession de Philotas au moment de son procès, il aurait incité Parménion à conspirer contre le roi car, comme de nombreux officiers supérieurs de l'armée macédonienne, il est indigné par le fait qu'Alexandre ait accepté la paternité divine de Zeus Ammon. Mais le « complot » n'a pas abouti avant la conjuration de Philotas en 330. Lorsque l'armée quitte l'Égypte pour la Mésopotamie, Hégélochos reçoit le commandement d'un escadron de Compagnons. Il trouve la mort à la bataille de Gaugamèles.

## Sources antiques
- Arrien, Anabase [lire en ligne].
- Quinte-Curce, L'Histoire d'Alexandre le Grand [lire en ligne].